# Campionat del Món de X-Trial 2018
|  | Per al campionat del món a l'aire lliure d'aquell any, vegeu Campionat del Món de Trial 2018 |

La temporada de 2018 del Campionat del Món de X-Trial fou la 26a edició d'aquest campionat, organitzat per la FIM. El calendari oficial constava de 8 proves puntuables, celebrades entre el 3 de desembre de 2017 i el 29 de març de 2018. Una de les proves destacades va ser el Trial Indoor de Barcelona, disputat el 4 de febrer.
Toni Bou va guanyar el dotzè dels seus 19 campionats mundials indoor (a data de 2025). Bou va guanyar totes les proves puntuables menys dues, que es repartiren Adam Raga, subcampió i el basc Jaime Busto, tercer al campionat amb la Gas Gas. Era la primera vegada des del 2004 que un pilot no català guanyava alguna prova del mundial i que es classificava entre els tres primers.
Aquell any, Bou va guanyar el títol de forma molt ajustada, amb només dos punts d'avantatge sobre Raga, ja que el campió es va lesionar l'esquena en una prova no puntuable a Le Mans, poc abans de la penúltima prova de la temporada, París. Malgrat la lesió, Bou va participar a París i s'hi va classificar cinquè, prou per a proclamar-se matemàticament campió i després va decidir no competir a la següent i darrera prova del campionat, Budapest, que va guanyar el subcampió, Raga. El d'Ulldecona va quedar aquell any sempre entre els tres primers a totes les proves puntuables.

## Sistema de puntuació
L'any 2018 entrà en vigor un nou sistema de puntuació en què obtenien punts els 9 primers classificats de cada prova (en comptes dels 8 com abans), repartits d'acord amb el següent barem:
| Posició | 1  | 2  | 3  | 4 | 5 | 6 | 7 | 8 | 9 |
| Punts   | 20 | 15 | 12 | 9 | 6 | 4 | 3 | 2 | 1 |

## Calendari
| Ronda | Data          | Any  | Prova   | Lloc                 | Guanyador   |
| ----- | ------------- | ---- | ------- | -------------------- | ----------- |
| 1     | 3 de desembre | 2017 | França  | Mouilleron-le-Captif | Toni Bou    |
| 2     | 13 de gener   | 2018 | França  | Montpeller           | Toni Bou    |
| 3     | 19 de gener   | 2018 | França  | Tolosa               | Toni Bou    |
| 4     | 26 de gener   | 2018 | França  | Estrasburg           | Toni Bou    |
| 5     | 4 de febrer   | 2018 | Espanya | Barcelona            | Toni Bou    |
| 6     | 8 de març     | 2018 | Espanya | Sevilla              | Cancel·lada |
| 7     | 17 de març    | 2018 | França  | París                | Jaime Busto |
| 8     | 29 de març    | 2018 | Hongria | Budapest             | Adam Raga   |

## Classificació final

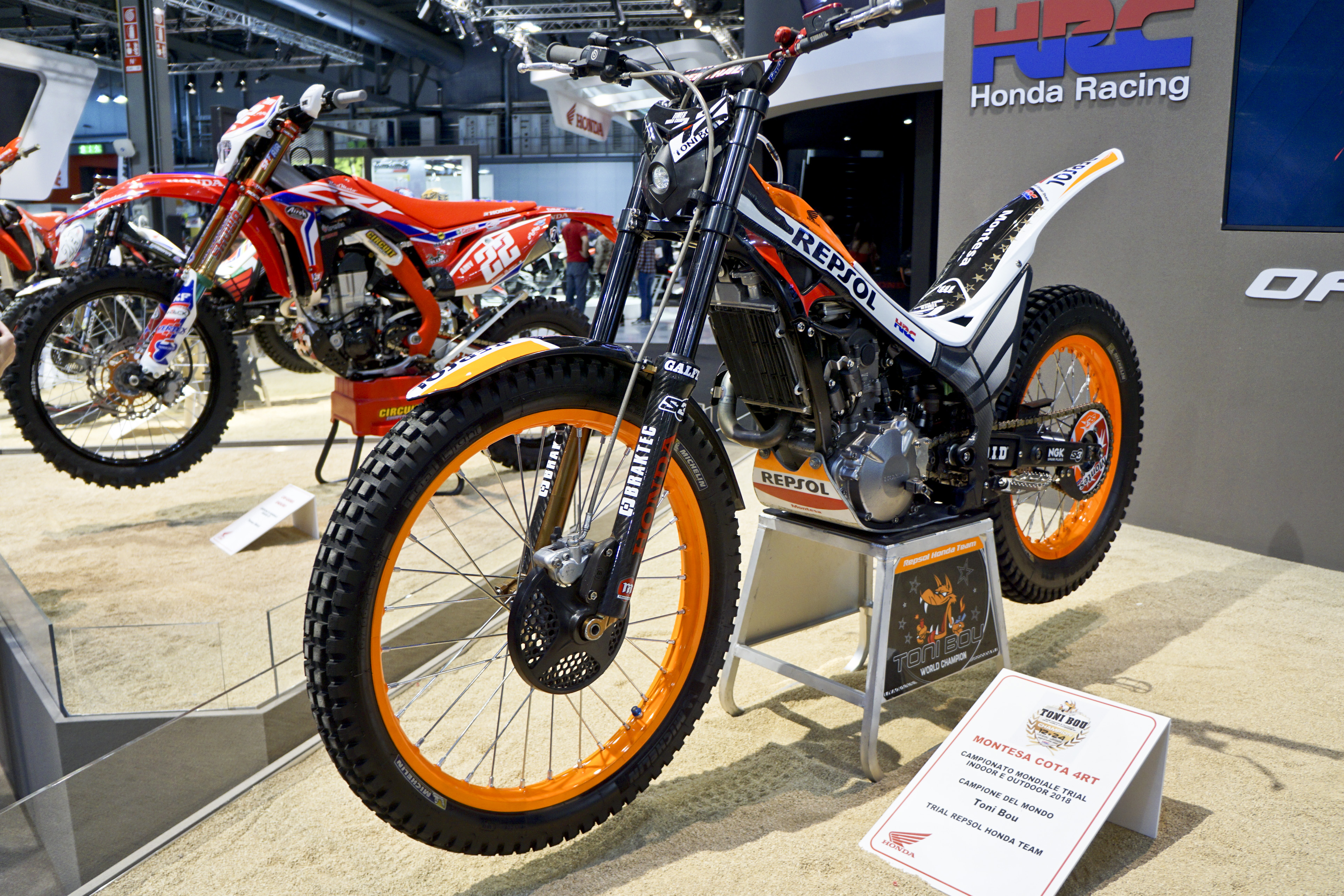
La Montesa Cota 4RT que va pilotar Toni Bou el 2018

| Posició | Pilot             | Motocicleta | Punts |
| ------- | ----------------- | ----------- | ----- |
| 1       | Toni Bou          | Montesa     | 106   |
| 2       | Adam Raga         | TRRS        | 104   |
| 3       | Jaime Busto       | Gas Gas     | 65    |
| 4       | Benoit Bincaz     | Scorpa      | 64    |
| 5       | Miquel Gelabert   | Sherco      | 43    |
| 6       | James Dabill      | Beta        | 37    |
| 7       | Jeroni Fajardo    | Gas Gas     | 36    |
| 8       | Takahisa Fujinami | Montesa     | 28    |
| 9       | Alexandre Ferrer  | Sherco      | 6     |
| 10      | Luca Petrella     | TRRS        | 3     |
|         |                   |             |       |
| 14      | Arnau Farré       | Vertigo     | 2     |